# Y aura-t-il de la neige à Noël ?
Y aura-t-il de la neige à Noël? és una pel·lícula francesa dirigida per Sandrine Veysset i estrenada el 1996. La pel·lícula descriu la vida campestre d'una gran família, en una granja de policultura al sud de França, el treball, la tendresa i la complicitat que uneixen la mare i els seus set fills, i la submissió al cap de família.

## Argument
En una granja del sud de França, durant la dècada del 1970, una mare cria els seus set fills. Tots treballen dur, al camp i a casa, sota la vigilància del pare biològic dels fills, un hortolà brutal i tirànic, que cada vespre torna amb la seva família legítima a una granja veïna.
A diferència del pare, la mare sempre està present amb els seus fills i fa tot per a protegir-los de la influència paterna. Aquesta dona i els seus fills s'escaparan de la tirania d'aquest home? El fantasma de l'incest ronda la casa. Mentre que la granja està vorejada pel fred hivernal, la solució podria ser encendre el gas. Però la neu tan esperada arriba...

## Repartiment[2]
- Dominique Raymond: la mare
- Daniel Duval: el pare
- Jessica Martínez: Jeanne, la gran
- Alexandre Roger: Bruno
- Xavier Colonna: Pierrot
- Fanny Rochetin: Maria
- Flavie Chimenes: Blandina
- Jeremy Chaix: Pau
- Guillaume Mathonnet: Remi
- Eric Huyard: Yvon
- Loys Cappatti: Bernard
- Marcel Guilloux-Delaunay: el professor

## Premis
- Premi Louis Delluc 1996: millor pel·lícula
- Premis César 1997: César a la millor primer pel·lícula
- Gran Premi de la Unió de la Premsa Cinematogràfica Belga 1998